# スラット・スカ
スラット・スカ（英語: Surat Sukha, タイ語: สุรัตน์ สุขะ、1982年7月27日 - ）は、タイ王国出身の元同国代表サッカー選手。現役時代のポジションはDFまたは守備的MF。

## 来歴
タイで実績を積み、2008年にベトナムで行われたT&Tカップで代表初招集を受けた。2009年には東南アジアの選手としては初めてAリーグに移籍を果たした。2009年8月15日にドックランズ・スタジアムで行われたブリスベン・ロアーFCとの試合に78分から途中出場を果たし、Aリーグでのデビューを飾った。

## エピソード
- 双子の兄スリー・スカもサッカー選手であり、かつてマンチェスター・シティFCに在籍していたことがある。

## 個人成績
| 国内大会個人成績 | 国内大会個人成績 | 国内大会個人成績 | 国内大会個人成績 | 国内大会個人成績 | 国内大会個人成績 | 国内大会個人成績 | 国内大会個人成績 | 国内大会個人成績 | 国内大会個人成績 | 国内大会個人成績 | 国内大会個人成績 |
| 年度             | クラブ           | 背番号           | リーグ           | リーグ戦         | リーグ戦         | リーグ杯         | リーグ杯         | オープン杯       | オープン杯       | 期間通算         | 期間通算         |
| 年度             | クラブ           | 背番号           | リーグ           | 出場             | 得点             | 出場             | 得点             | 出場             | 得点             | 出場             | 得点             |
| タイ王国         | タイ王国         | タイ王国         | タイ王国         | リーグ戦         | リーグ戦         | リーグ杯         | リーグ杯         | オープン杯       | オープン杯       | 期間通算         | 期間通算         |
| ---------------- | ---------------- | ---------------- | ---------------- | ---------------- | ---------------- | ---------------- | ---------------- | ---------------- | ---------------- | ---------------- | ---------------- |
| 2006             | チョンブリー     |                  | タイ・プレミア   | 16               | 2                | -                | -                | -                | -                |                  |                  |
| 2007             | チョンブリー     |                  | タイ・プレミア   | 24               | 2                | -                | -                | -                | -                |                  |                  |
| 2008             | チョンブリー     |                  | タイ・プレミア   | 22               | 3                | -                | -                | -                | -                |                  |                  |
| 2009             | チョンブリー     |                  | タイ・プレミア   | 12               | 0                | -                | -                | -                | -                |                  |                  |
| オーストラリア   | オーストラリア   | オーストラリア   | オーストラリア   | リーグ戦         | リーグ戦         | リーグ杯         | リーグ杯         | FFA杯            | FFA杯            | 期間通算         | 期間通算         |
| 2009-10          | メルボルン・V    | 5                | Aリーグ          | 18               | 0                | -                | -                | -                | -                | 18               | 0                |
| 2010-11          | メルボルン・V    | 5                | Aリーグ          | 16               | 0                | -                | -                | -                | -                | 16               | 0                |
| 通算             | タイ王国         | タイ王国         | タイ・プレミア   | 74               | 7                | -                | -                | -                | -                |                  |                  |
| 通算             | オーストラリア   | オーストラリア   | Aリーグ          | 34               | 0                | -                | -                | -                | -                | 34               | 0                |
| 総通算           |                  |                  |                  |                  |                  |                  |                  |                  |                  |                  |                  |

### 国際大会個人成績
（2014年4月23日時点）
| 年度 | クラブ                     | 大会                    | 出場 | 得点 |
| ---- | -------------------------- | ----------------------- | ---- | ---- |
| 2010 | メルボルン・ビクトリーFC   | AFCチャンピオンズリーグ | 5    | 0    |
| 2011 | メルボルン・ビクトリーFC   | AFCチャンピオンズリーグ | 5    | 0    |
| 2012 | ブリーラム・ユナイテッドFC | AFCチャンピオンズリーグ | 6    | 0    |
| 2013 | ブリーラム・ユナイテッドFC | AFCチャンピオンズリーグ | 10   | 0    |
| 2014 | ブリーラム・ユナイテッドFC | AFCチャンピオンズリーグ | 4    | 0    |
| 通算 | 通算                       | 通算                    | 30   | 0    |

## タイトル

### クラブ
- 2007年 タイ・プレミアリーグ 優勝
- 2008年 コー・ロイヤルカップ 優勝
- 2009年 コー・ロイヤルカップ 優勝
- 2011年 タイ・プレミアリーグ 優勝
- 2011年 タイFAカップ 優勝
- 2012年 タイFAカップ 優勝
- 2013年 コー・ロイヤルカップ 優勝
- 2013年 タイFAカップ 優勝
- 2014年 タイ・プレミアリーグ 優勝
- 2014年 コー・ロイヤルカップ 優勝
- 2015年 タイ・プレミアリーグ 優勝
- 2015年 コー・ロイヤルカップ 優勝
- 2015年 タイFAカップ 優勝
- 2015年 メコンクラブチャンピオンシップ 優勝
- 2016年 コー・ロイヤルカップ 優勝

### 代表
- 2008年 T&Tカップ 優勝